# 北九州空港 (初代)
北九州空港（きたきゅうしゅうくうこう）は、福岡県北九州市小倉南区大字曽根に位置し、国土交通大臣が設置・管理していた日本の空港である。新北九州空港の開港に伴い2006年3月15日に運用を終了し、跡地は北九州空港跡地産業団地として整備されている。

## 概要
太平洋戦争の最中、当時の小倉市曽根に大日本帝国陸軍の曽根飛行場として誕生した。終戦後にアメリカ軍への接収を経て1961年より民間飛行場（国土交通大臣が設置管理していた改正前の空港整備法による第二種A空港）に転用され、北九州都市圏の空の玄関口として運用されていた。旅客定期便の運用が始まるまではグライダーの練習場として使われていたこともあった。
民間飛行場としての運用開始後は全日本空輸がYS-11（乗客定員は60名程度）などのターボプロップ機により大阪、東京便を運航していたが、東以外の三方を山に囲まれ霧が立ちこめやすい立地から欠航率が高かった。さらに1974年以降の東京 - 福岡線へのボーイング747をはじめとする大型機の相次ぐ導入に加え、1975年に山陽新幹線の岡山駅 - 博多駅間が開業したことに伴い利用客が減少。輸送量増と高速化のためには1,500mしかない滑走路を延伸するジェット機化への対応が不可欠であった。
しかし滑走路の一方は山に阻まれ、もう一方も曽根干潟に面しており、環境保護の観点から埋め立てができないという立地条件のため滑走路の延伸を断念。1983年に定期便が廃止された。
このため、1970年代からジェット機が就航可能な2,500mの滑走路を持つ空港建設を目指す検討が行われた。度重なる陳情の結果1981年の第4次空港整備計画に採択され、苅田町沖の土砂処分場への新空港建設が決定した。

### 暫定利用
| 年度 | 乗降客数 |
| ---- | -------- |
| 2002 | 256千人  |
| 2003 | 271千人  |
| 2004 | 303千人  |
| 2005 | 374千人  |

新空港の完成までにはかなりの期間を要するため、1988年新空港開港までのつなぎとして現空港を利用して定期便（東京便）を再開することが決定し、滑走路をMD-87（乗客定員は140名程度）が離着陸可能な1,600mに延長し1991年、日本エアシステムにより東京便が開設された。
後に北九州空港を拠点とするスターフライヤーを創業する堀高明は当時日本エアシステムに在籍しており、定期便再開を目的として滑走路延伸の働きかけを行っていた。
定期便は再開したものの当初は便数が1日2往復で欠航率も依然として高く、北九州空港と比べて便数やアクセス手段が充実しボーイング747など大型機の離着陸も可能な福岡市の福岡空港と利用圏域が競合し（特に八幡西区など北九州市西部において）、福岡市地下鉄空港線の延伸で福岡空港の利便性が向上すると反比例するように利用が低迷していたが、最大1日5往復にまで増便され利便性が向上すると、利用客が増加していった。
2006年3月16日、北九州市と苅田町に跨る周防灘沖の人工島に新たな空港（新北九州空港）を設置し運用を開始したことに伴い、空港機能は新空港に引き継がれ、新空港開港前日の3月15日をもって旧空港の運用を終了している。なお、名称の正式な“移転”（新北九州空港の北九州空港への改名）は、2008年6月の空港法改正を待たなければならなかった。

## 航空管制
廃止時点において、飛行場管制業務は行われておらず、国土交通省大阪航空局北九州空港事務所航空管制運航情報官が飛行場対空援助業務を行っていた。
| RDO | 118.25MHz | 126.20MHz |

## 歴史
- 1944年（昭和19年）9月1日 - 日本陸軍の曽根飛行場として開港する（軍用飛行場）
- 1945年 - 敗戦によりアメリカ軍に接収される
- 1953年 - 接収解除され「小倉空港」となる
- 1956年 - 民間飛行場としての供用が開始され、日本ヘリコプターにより小倉-大阪間に定期便就航
- 1958年7月 - 空港整備法による第2種空港に指定される
- 1973年2月 - 「北九州空港」と改称される
- 1983年9月30日 - 全日本空輸が当空港唯一の旅客便であった伊丹線を廃止（伊丹 - 福岡線に統合）したことに伴い、定期便の発着が無くなる
- 1988年4月 - 北九州市長に新空港開港までの運用再開を申し入れ
- 1989年8月（平成元年） - 滑走路を、1,500mから1,600mへの延伸する工事に着工する
- 1991年3月27日 - 新ターミナルビル完成。延長工事が完工し供用を開始。日本エアシステムが羽田線を開設し、8年ぶりに定期便が再開される[3]
- 2006年3月15日 - 空港機能を新北九州空港へ全面移転し廃港となる

- 旧北九州空港管制塔とターミナルビル（2006年1月）
- 曽根飛行場時代の空中写真（1945年5月、アメリカ軍撮影）
- 旧北九州空港の空中写真（1974年）
国土交通省 国土地理院 地図・空中写真閲覧サービスの空中写真を基に作成
- 旧北九州空港の空中写真（2005年）
国土交通省 国土地理院 地図・空中写真閲覧サービスの空中写真を基に作成

### 廃港後

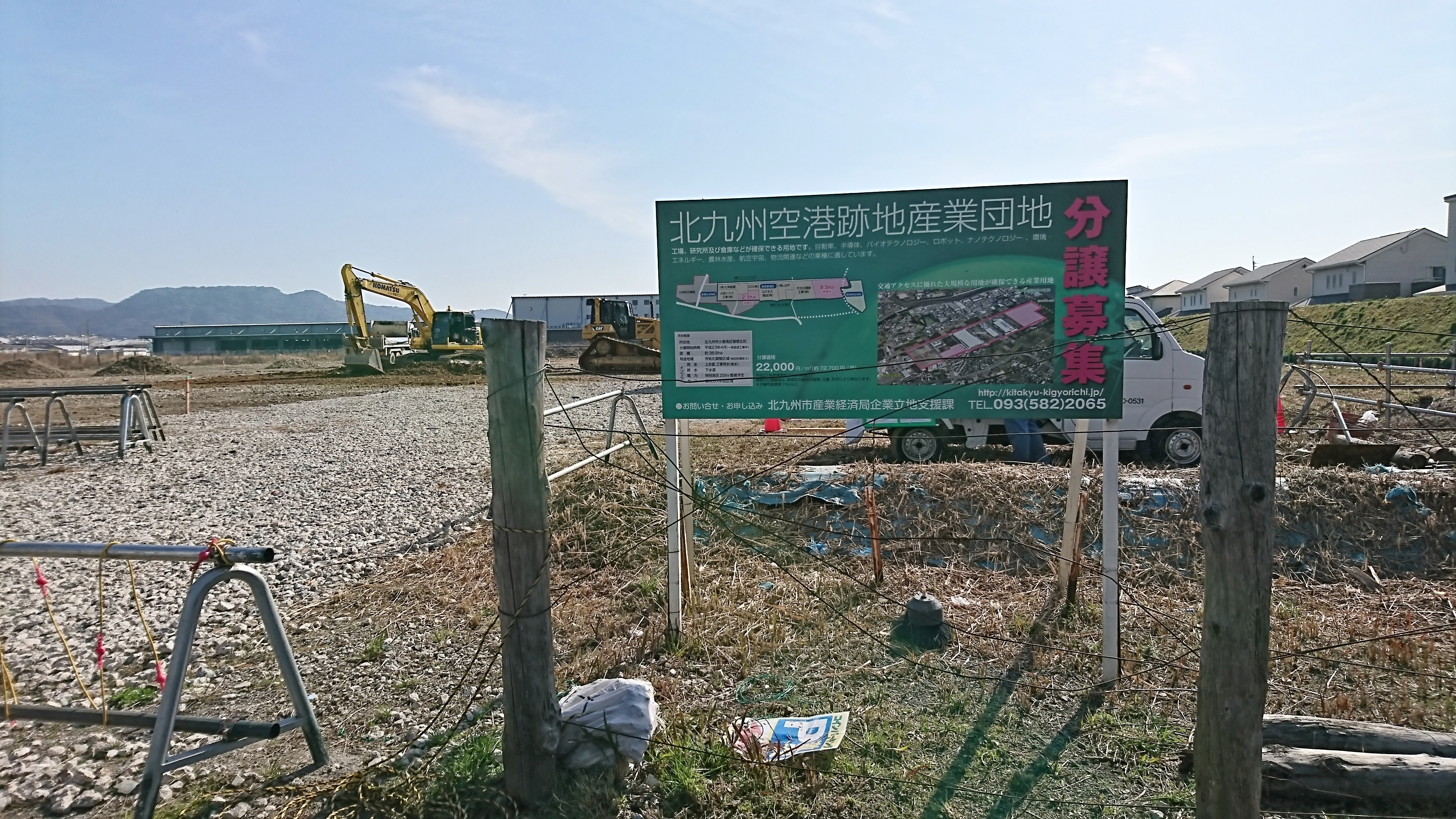
分譲工事が進む旧北九州空港跡地（2019年）

跡地の再利用構想については、2004年に北九州市の意見表明が、翌年には国有財産九州地方審議会からの答申が出された。その後、2006年5月に北九州臨空産業団地へのトヨタ自動車九州の展開（これにより北九州臨空産業団地は、ほぼ完売となった）を受けて、11月に「北九州空港移転跡地土地利用計画」が策定された。これは、跡地を「医療生活」「新産業」「環境保全」の3地区に分けて利用する計画である。
- 2006年 - 西側の約5ヘクタールに、九州労災病院の移転が決定する
- 2007年 - 「北九州空港移転跡地土地利用計画」を策定。42ヘクタールを購入し、産業団地の整備を開始する
- 2008年 - サカエ理研工業が初の進出企業となる[6]（2010年3月竣工）
- 2011年 - 九州労災病院が5月1日に移転開院する
- 2013年 - 労災病院隣接地に、サンリブマルショク曽根店が開店

## 交通
以下は、供用終了直前のデータである。

### 鉄道
- JR九州日豊本線 下曽根駅下車。同駅よりタクシー・路線バスもしくは徒歩10分（約800m）。

### 路線バス
- 西鉄バス北九州
  - 小倉駅（小倉駅バスセンター） - 三萩野 - 下曽根駅前 - 北九州空港
  - 折尾駅 - 黒崎駅 - 引野口 - 北九州空港

### 道路
- 九州自動車道小倉東インターチェンジおよび北九州高速1号線長野出入口が最寄りのインターチェンジであった。なお、空港に直接つながる国道・県道はなかった。